# 山梨県道308号鶯宿上曽根線
山梨県道308号鶯宿上曽根線（やまなしけんどう308ごう おうしゅくかみそねせん）は、山梨県笛吹市と甲府市を結ぶ一般県道である。

## 概要

### 路線データ
- 起点：山梨県笛吹市芦川町鶯宿
- 終点：山梨県甲府市上曽根町（考古博物館東交差点＝国道358号交点、山梨県道113号甲府精進湖線交点）

## 重複区間
- 間門交差点・考古博物館東交差点間：国道358号

## 通過する自治体
- 山梨県
  - 笛吹市 - 甲府市

## 交差・接続する道路
- 山梨県道313号藤垈石和線（笛吹市境川町藤垈・境川支所前交差点）
- 国道358号（笛吹市境川町寺尾・間門交差点）
- 国道358号（甲府市上曽根町・考古博物館東交差点）
- 山梨県道113号甲府精進湖線（同上）

## 周辺
- 笛吹市役所 境川支所